# EUFOR RCA
Pour les articles homonymes, voir EUFOR.
EUFOR RCA est une force opérationnelle dirigée par l'Union européenne en République centrafricaine dont le principe a été approuvé lors du Conseil des ministres des Affaires étrangères de l'Union européenne du 20 janvier 2014. La mission, issue de la décision 2014/73/PESC du Conseil du 10 février 2014 est déployée sous mandat de l'ONU d'après la résolution 2134 (2014) du Conseil de sécurité. Elle est remplacée le 15 mars 2015 par une «Mission militaire européenne de conseil» en République centrafricaine (EUMAM RCA) puis par l'EUTM RCA.

## Objectif
L’objectif est d’assurer la sécurisation dans « la zone de Bangui », d’assurer la protection des civils comme de créer un espace sécurisé pour l’accès des humanitaires puis de laisser la place aux forces centrafricaine,.

## Mise en place
Le 20 janvier, le Conseil des ministres des Affaires étrangères de l'Union européenne a approuvé un Concept de gestion de crises en République centrafricaine,. Le quartier général (OHQ) sera établi à Larissa (Grèce). C’est la première fois que ce quartier général est utilisé. Le 28 janvier, le général français Philippe Pontiès a été désigné comme commandant d'opération,.
La mission est prévue pour six mois et le coût prévu est de 25,9 millions €.

## Lancement
Le 1er avril 2014, l'opération est lancée. La force est prévue pour 1 000 hommes avec deux Antonov AN-124 100 et se déployant à Bangui pour protéger l'aéroport ainsi que les civils et les opérations humanitaires. Le commandement sur place (F.H.Q) est confié au général Thierry Lion. Le Quartier général de l'Opération est à Larissa en Grèce.
Le 30 avril 2014, les premiers soldats de l'EUFOR RCA prennent la relève des forces de l'Opération Sangaris à l'aéroport de Bangui qu'ils sont chargés de sécuriser. Ce premier contingent est constitué de 150 soldats français et estoniens. Depuis mai 2014, un sous-officier Luxembourgeois participe à l'état-major de l'opération.
Lors de la réunion informelle des ministres de la Défense, à Milan, le 10 septembre, le ministre Jean-Yves Le Drian évoque la possibilité de prolonger de trois mois l'opération, jusqu'au 15 mars 2015.
Au 1er janvier 2015, le contingent compte 700 hommes, tous déployés à Bangui, principalement Français (260 hommes), Espagnols, Finlandais, Italiens, Géorgiens et Polonais.
La mission de l'EUFOR prend fin le 15 mars 2015 à minuit, alors que la situation dans le PK5[Quoi ?] à Bangui s'est apaisée.

## Sources

## Complément